# Julius Bradatschek
Julius Bradatschek (30. března 1849 Uničov – 14. ledna 1909 Uničov) byl rakouský podnikatel a politik německé národnosti z Moravy; poslanec Moravského zemského sněmu.

## Biografie
Narodil se roku 1849 jako syn uničovského klempířského mistra Antona Bradatscheka (v matrice otec uveden jako Anton Bradaček). Sám působil coby klempířský mistr v Uničově. Patřil mezi vůdce německého živnostenstva na Moravě. Byl klempířským mistrem. Byl místopředsedou zemské živnostenské rady.
Počátkem 20. století se zapojil i do vysoké politiky. V zemských volbách roku 1906 byl zvolen na Moravský zemský sněm, za kurii obchodních a živnostenských komor, obvod Olomouc. Poslancem byl do své smrti roku 1909. Na sněmu ho potom nahradil Hermann Brass. V roce 1906 se uvádí jako všeněmecký kandidát. Šlo o Freialldeutsche Partei (Svobodná všeněmecká strana, později oficiálně Deutschradikale Partei neboli Německá radikální strana).
Zemřel v lednu 1909. Spáchal v Uničově sebevraždu zastřelením. Důvodem měla být nezhojitelná nervosa. Tisk uvádí, že jeho klempířský závod v poslední době neprosperoval.